# Martial Universe
 (mai 2022).
La mise en forme du texte ne suit pas les recommandations de Wikipédia : il faut le « wikifier ».
Les points d'amélioration suivants sont les cas les plus fréquents. Le détail des points à revoir est peut-être précisé sur la page de discussion.
- Les titres sont pré-formatés par le logiciel. Ils ne sont ni en capitales, ni en gras.
- Le texte ne doit pas être écrit en capitales (les noms de famille non plus), ni en gras, ni en italique, ni en « petit »…
- Le gras n'est utilisé que pour surligner le titre de l'article dans l'introduction, une seule fois.
- L'italique est rarement utilisé : mots en langue étrangère, titres d'œuvres, noms de bateaux, etc.
- Les citations ne sont pas en italique mais en corps de texte normal. Elles sont entourées par des guillemets français : « et ».
- Les listes à puces sont à éviter, des paragraphes rédigés étant largement préférés. Les tableaux sont à réserver à la présentation de données structurées (résultats, etc.).
- Les appels de note de bas de page (petits chiffres en exposant, introduits par l'outil «  Source ») sont à placer entre la fin de phrase et le point final[comme ça].
- Les liens internes (vers d'autres articles de Wikipédia) sont à choisir avec parcimonie. Créez des liens vers des articles approfondissant le sujet. Les termes génériques sans rapport avec le sujet sont à éviter, ainsi que les répétitions de liens vers un même terme.
- Les liens externes sont à placer uniquement dans une section « Liens externes », à la fin de l'article. Ces liens sont à choisir avec parcimonie suivant les règles définies. Si un lien sert de source à l'article, son insertion dans le texte est à faire par les notes de bas de page.
- La présentation des références doit suivre les conventions bibliographiques. Il est recommandé d'utiliser les modèles {{Ouvrage}}, {{Chapitre}}, {{Article}}, {{Lien web}} et/ou {{Bibliographie}}. Le mode d'édition visuel peut mettre en forme automatiquement les références.
- Insérer une infobox (cadre d'informations à droite) n'est pas obligatoire pour parachever la mise en page.

Pour une aide détaillée, merci de consulter Aide:Wikification.
Si vous pensez que ces points ont été résolus, vous pouvez retirer ce bandeau et améliorer la mise en forme d'un autre article.
Martial Universe, connu en Chine sous le nom de Wu Dong Qian Kun, est un manhua (bande dessinée chinoise) adaptée du light novel chinois éponyme écrit par Tian Can Tu Dou (Li Hu de son vrai nom). Il est dessiné par Lv Guang et scénarisé par Li Hu.
Martial Universe est prépublié et édité en Chine par Changsha Angel Culture Co.Ltd. Le titre compte à ce jour 149 chapitres et 4 tomes depuis le début de sa parution, en 2015, et est toujours en cours, bien que la version papier soit en pause.
Il est édité en France par Maned depuis septembre 2021 et a aujourd'hui 9 tomes en circulation. La série est distribuée par Mangas.IO, Izneo, Toomics, Lalatoon, Piccoma et YouScribe en numérique, et Makassar et Anipassion J en physique.

## Synopsis
Lin Dong est un enfant d’une branche éloignée de la famille Lin. Une des quatre plus grandes familles de l’Empire.
Lorsqu’il avait 8 ans, il vit son père, considéré comme un génie, se faire battre en un coup par Lin Langtian, un membre de la famille principale.
Depuis ce jour funeste, son père est gravement blessé et sa famille est mise au ban de la société.
Lin Dong n’a aucun talent et se fait brutaliser par tout le monde mais il finit par trouver un objet qui changera sa vie à jamais.

## Light Novel
Martial Universe est écrit par l'écrivain à succès Tian Can Tu Dou, de son vrai nom Li Hu. La série a été en cours de 2011 à 2013, et s'est terminé au bout de 1307 chapitres. Elle a été publiée en Chine sur Qidian.

## Manhua
Martial Universe est adapté en manhua depuis 2015 par Lv Guang et compte aujourd'hui 149 chapitres ainsi que 4 tomes. La version française est publiée par Maned depuis septembre 2021, avec 4 tomes existants aujourd'hui. Le titre est toujours en cours de parution dans ces deux langues, mais la version papier est en pause en Chine.

### Liste des volumes du manhua en français
| n° | date de sortie    | ISBN              |
| -- | ----------------- | ----------------- |
| 1  | 24 septembre 2021 | 978-2-492295-48-5 |
| 2  | 24 septembre 2021 | 978-2-492295-91-1 |
| 3  | 28 janvier 2022   | 978-2-492295-92-8 |
| 4  | 25 mars 2022      | 978-2-492295-93-5 |

## Adaptation anime et série télévisée
La série a bénéficié d'une adaptation en série d'animation, qui compte aujourd'hui 3 saisons, sorties entre 2019 et 2022, avec la troisième saison qui est actuellement en cours.
Martial Universe a également été adapté en drama en 2018. Il compte 2 saisons.

## Séries du même auteur
En plus de Martial Universe, Tian Can Tu Dou a également écrit d'autres light novels qui se passent dans le même monde. Ces séries sont Battle Through the Heavens, Yuan Zun et The Great Ruler. The Great Ruler peut être considéré comme étant la suite des trois autres séries. Elles ont toutes une adaptation en manhua.